# Ковтунове
Ковту́нове —  село в Україні, у Шосткинській міській громаді Шосткинського району Сумської області. Населення становить 491 осіб. Колишній орган місцевого самоврядування — Ковтунівська сільська рада.

## Географія
Село Ковтунове знаходиться на відстані 2,5 км від міста Шостка.

## Символіка
На гербі зображена срібна кельма, що символізує двоповерхову цегляну забудову села. По боках зображені по золотому тюльпану, що символізують розкішні квітники біля будинків. Синій і зелений кольори символізують сусідню Шостку, а зелений додатково ще й лісові масиви біля села. Музичний ключ - це сучасний будинок культури в селі і розвиток мистецтв, золоте перо - сучасна школа (більшість учнів з міста Шостка) і місцевий видатний педагог Костянтина Дмитровича Ушинского, який викладав у сусідньому селі Богданка, і мав великий вплив і на Ковтунове.

## Історія
Відоме з XIX ст. В селі збудовано 10 двоповерхових багатоквартирних будинків з гарними квітниками біля них.

## Населення
Згідно з переписом УРСР 1989 року чисельність наявного населення села становила 558 осіб, з яких 268 чоловіків та 290 жінок.
За переписом населення України 2001 року в селі мешкало 485 осіб.

### Мова
Розподіл населення за рідною мовою за даними перепису 2001 року:
| Мова       | Кількість | Відсоток |
| ---------- | --------- | -------- |
| українська | 464       | 94.5%    |
| російська  | 27        | 5.5%     |
| Усього     | 491       | 100%     |

## Відомі люди
У селі в 50-60-х роках XIX ст. жив і працював відомий педагог, основоположник педагогічної науки і народної школи в Російській імперії Костянтин Дмитрович Ушинський.